# Euclysia
Euclysia is een geslacht van vlinders van de familie spanners (Geometridae), uit de onderfamilie Ennominae.

## Soorten
- E. angustitincta Schaus, 1928
- E. carneata Warren, 1904
- E. columbipennis Walker
- E. dentifascia Dognin, 1910
- E. gaujoni Thierry-Mieg, 1894
- E. maculata Warren, 1897
- E. maurusaria Schaus, 1923
- E. ochrivitta Warren, 1905
- E. restricta Warren, 1874